# Ці дні
«Ці дні» (італ. Questi giorni) — італійський драматичний фільм, знятий Джузеппе Піччоні. Світова прем'єра стрічки відбулась 8 вересня 2016 року на Венеційському кінофестивалі. Фільм розповідає про чотирьох подруг по коледжу, які разом вирушають до Белграда, не підозрюючи, що ця подорож змінить звичний для них світ.

## У ролях
- Маргеріта Бай — Адрія
- Марта Гастіні — Катеріна
- Лаура Адріані — Анджела
- Марія Роверан — Ліліана
- Філіппо Тімі — професор Маріані

## Визнання
| Нагороди та номінації фільму «Ці дні» | Нагороди та номінації фільму «Ці дні» | Нагороди та номінації фільму «Ці дні» | Нагороди та номінації фільму «Ці дні» | Нагороди та номінації фільму «Ці дні» | Нагороди та номінації фільму «Ці дні» |
| Рік                                   | Кінопремія / Кінофестиваль            | Категорія / Нагорода                  | Номінант                              | Результат                             |                                       |
| ------------------------------------- | ------------------------------------- | ------------------------------------- | ------------------------------------- | ------------------------------------- | ------------------------------------- |
| 2016                                  | Венеційський кінофестиваль            | «Золотий лев» за найкращий фільм      | «Ці дні»                              | Номінація                             |                                       |